# 重返沉默之丘
《重返沉默之丘》（英語：Return to Silent Hill）是一部即將上映的驚悚片，改編自科樂美開發的恐怖遊戲《沉默之丘2》，也是《沉默之丘電影系列》第三部電影，由克里斯多夫·甘斯執導，桑德拉·沃安、威爾·施奈德和甘斯編劇，傑瑞米·爾文和漢娜·艾蜜莉·安德森主演。

## 演員
- 傑瑞米·爾文飾演詹姆斯‧桑達蘭德（James Sunderland）
- 漢娜·艾蜜莉·安德森（英语：Hannah Emily Anderson）飾演瑪莉（Mary）

## 製作
2020年1月，《沉默之丘》（2006年）的導演克里斯多夫·甘斯向法國雜誌AlloCiné透露，他正與製片人維克多·哈迪達（Victor Hadida）共同編寫改編自《沉默之丘系列》和《零系列》的新劇本。甘斯後來澄清，表示該片並不會是《沉默之丘》和《沉默之丘2：啟示錄》的直接續集。2022年10月，該片正式獲綠燈准許，片名為《重返沉默之丘》（Return to Silent Hill）。2023年3月，據透露，該片改編自《沉默之丘2》，甘斯、桑德拉·沃安和威爾·施奈德共同撰寫劇本，傑瑞米·爾文和漢娜·艾蜜莉·安德森參演。

### 拍攝
電影於2023年4月至7月進行主體拍攝。拍攝地點包括慕尼黑、彭青、紐倫堡和阿默湖。

## 外部連結
- 互联网电影数据库（IMDb）上《重返沉默之丘》的资料（英文）